# Vandœuvres
Vandœuvres là một đô thị of the bang Genève, Thụy Sĩ.
Đô thị này có diện tích 4,4 km2, dân số năm 2007 là 2670 người.